# 康斯坦丁·尼古拉耶夫
康斯坦丁·库兹米奇·尼古拉耶夫（俄语：Константин Кузьмич Николаев，1910年6月1日—1972年5月25日），苏联政治人物。曾任苏共斯维尔德洛夫斯克州委第一书记、苏共中央委员。

## 生平
1910年生于卡卢加省莫萨利斯克。1930年移居斯维尔德洛夫斯克。1936年毕业于乌拉尔工业学院土木工程系，留校任教。1940年加入联共（布）。
1941年8月进入联共（布）斯维尔德洛夫斯克市委工作，历任机械工业处处长、书记处书记、国防工业处处长。1944年3月任列宁区委第一书记。1946年11月，任斯维尔德洛夫斯克州苏维埃执行委员会第一副主席。1949年2月，任执行委员会主席。1962年4月，接替安德烈·基里连科担任苏共斯维尔德洛夫斯克州委第一书记。支持1965年苏联经济改革。1971年退休。1972年5月25日因癌症在莫斯科逝世。葬于斯维尔德洛夫斯克（现叶卡捷琳堡）。
苏联共产党中央委员会候补委员（1961年－1966年），苏联共产党中央委员会委员（1966年－1971年）。第三至第八届苏联最高苏维埃代表。